# 莲桂
莲桂（学名：Dehaasia hainanensis）为樟科莲桂属下的一个种。其种加词“hainanensis”意为“海南的”。